# Питецеллобиум саман
 Питецеллобиум саман (лат. Samanea saman — один из видов цветущих деревьев рода Samanea семейства бобовые (Fabaceae), типичен для неотропики. Естественный ареал произрастания тянется к югу от Мексики до Перу и Бразилии, кроме того деревья данного вида широко распространены в Южной и Юго-Восточной Азии, а также на островах Тихого океана, включая Гавайи. Известно местное название как дождевое дерево.
Вид могут относить к роду Albizia как Albizia saman.

## Описание

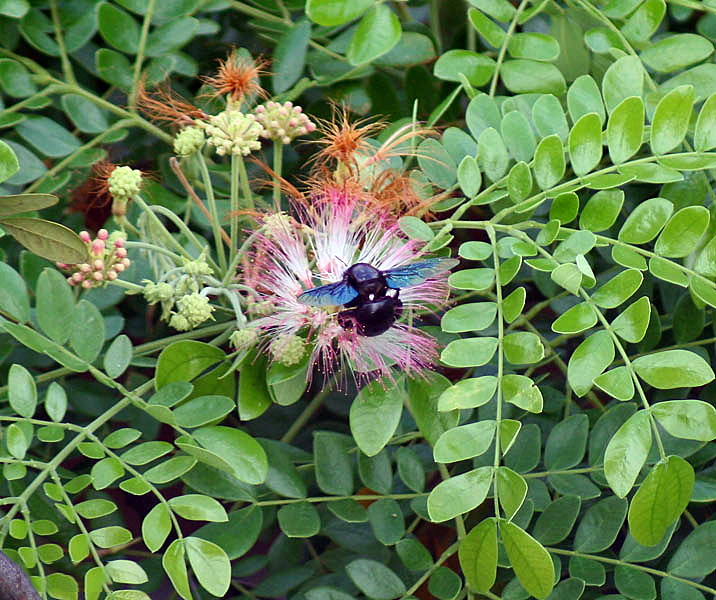
Дерево с розовыми цветами, опыляемое чёрной пчёлой-плотником
Калькутта, Западная Бенгалия (Индия).

Саман — раскидистое дерево с большой симметричной кроной. Как правило, оно достигает высоты 25 м и диаметра 40 м. Его листья складываются в дождливую погоду и в вечернее время, отсюда и название «дождевое дерево» и «пятичасовое дерево» (Pukul Lima) на малайском языке. У некоторых представителей рода цветки красновато-розового и кремово-золотистого цвета.
Крупные ветви дерева часто ломаются, особенно во время ливней. Поэтому в местах, где растут эти деревья, может быть опасно.

## Известные экземпляры
Во время своих путешествий 1799—1804 годах в Северной и Южной Америке Александр фон Гумбольдт обнаружил гигантское дерево саман возле города Маракай, Венесуэла. Согласно его измерениям, окружность зонтообразной кроны была около 180,8 м, её диаметр составлял около 59,6 м, диаметр ствола — около 2,8 м при высоте почти 19 м. Гумбольдт отметил, что, по имеющимся у него данным, дерево почти не изменилось со времен испанской колонизации Венесуэлы; по его оценке, оно такое же древнее, как и знаменитое драконово дерево (Dracaena draco) с Канарских островов, растущее в Икод-де-лос-Винос на Тенерифе.
Дерево, называемое Samán de Güere (в транскрипции фон Гумбольдта — Zamang del Guayre), существует до сих пор и является национальным достоянием Венесуэлы. Возраст этого самана в Венесуэле, так же как и возраст драконового дерева на Тенерифе, определить довольно трудно. Согласно записям фон Гумбольдта, на сегодняшний день ему более 500 лет, что для данного рода невероятно большой срок. Вне сомнения, дереву гораздо больше 200 лет, но это скорее исключение для данного вида; даже хорошо образованный фон Гумбольдт не мог поверить, что это дерево принадлежит к тому же виду, что и другие саманы, которые он видел в теплицах в замке Шёнбрунн .

## Таксономия
Samanea saman (Jacq.) Merr., Journal of the Washington Academy of Sciences 6(2): 47. 1916.

## Синонимы
Albizia saman (Jacq.) F.Muell., Select Plants … Melbourne 12. 1876.
- Acacia propinqua A.Rich.
- Calliandra saman (Jacq.) Griseb.
- Enterolobium saman (Jacq.) Prain
- Feuilleea saman (Jacq.) Kuntze
- Inga cinerea Willd.
- Inga salutaris Kunth
- Inga saman (Jacq.) Willd.
- Mimosa pubifera Poir.
- Pithecellobium cinereum Benth.
- Pithecellobium saman (Jacq.) Benth.
- Pithecolobium saman (Jacq.) Benth. spel. var.
- Zygia saman (Jacq.) A.Lyons
- Zygia saman (Jacq.) Lyons

Mimosa saman Jacq.basionym Fragmenta Botanica 15, pl. 9. 1800.